# Cselkó Mihály
Cselkó Mihály (Gyöngyös, 1811. október 8. (keresztelés) – Gyöngyös, 1886. március 10.) katolikus pap.

## Élete
Id. Cselkó Mihály és Keresztúry Zsuzsanna fia. Fölszenteltetett 1835-ben; ekkor nagykállói káplán, azután szentgyörgyábrányi lelkész, később geszterédi plébános és kerületi esperes lett. Élete vége felé lemondott javadalmáról és nyugalomba vonult.

## Munkái
Szent beszéd, melyet a szent-györgy-ábrányi kath. sirkert felszentelése alkalmával 21. aug. 1843. mondott. Nagyvárad.